# Phæno
Phæno  — научный центр и интерактивный музей в городе Вольфсбург (Нижняя Саксония, Германия).

## История
Строительство центра стоило 67 млн. евро и длилось 4 года. Официальное открытие центра состоялось 24 ноября 2005 года.

## Экспозиция музея
В музее представлено более 350 интерактивных экспонатов, относящихся к науке и технике. Помимо этого, в музее проводятся временные выставки.

## Архитектура
Архитектором здания выступила всемирно известная Заха Хадид. Здание построено из стали и бетона, однако выглядит плавным и легким.  Высота здания составляет 16 метров, максимальная длина - 170 метров.

## Фотографии

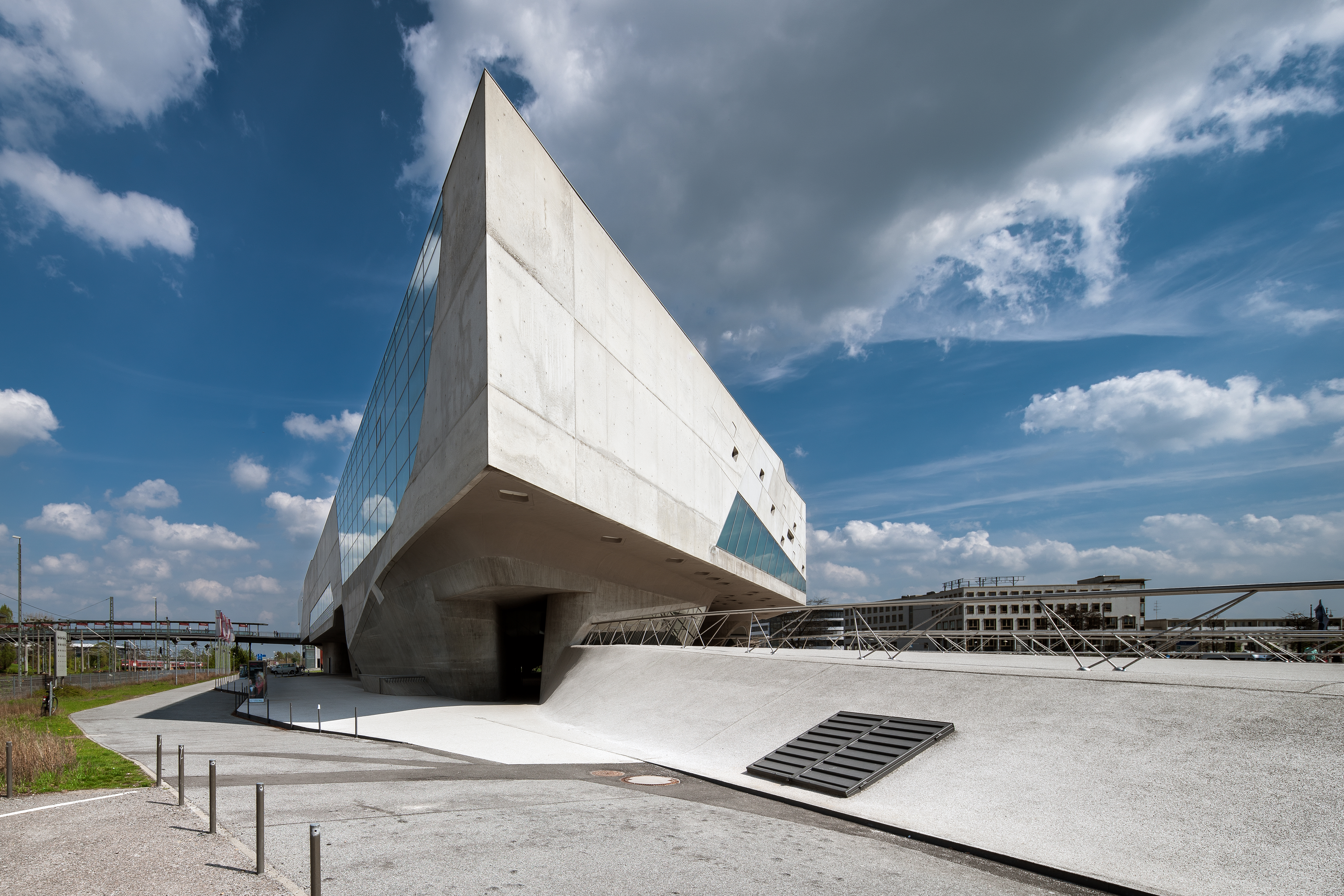
Здание phæno
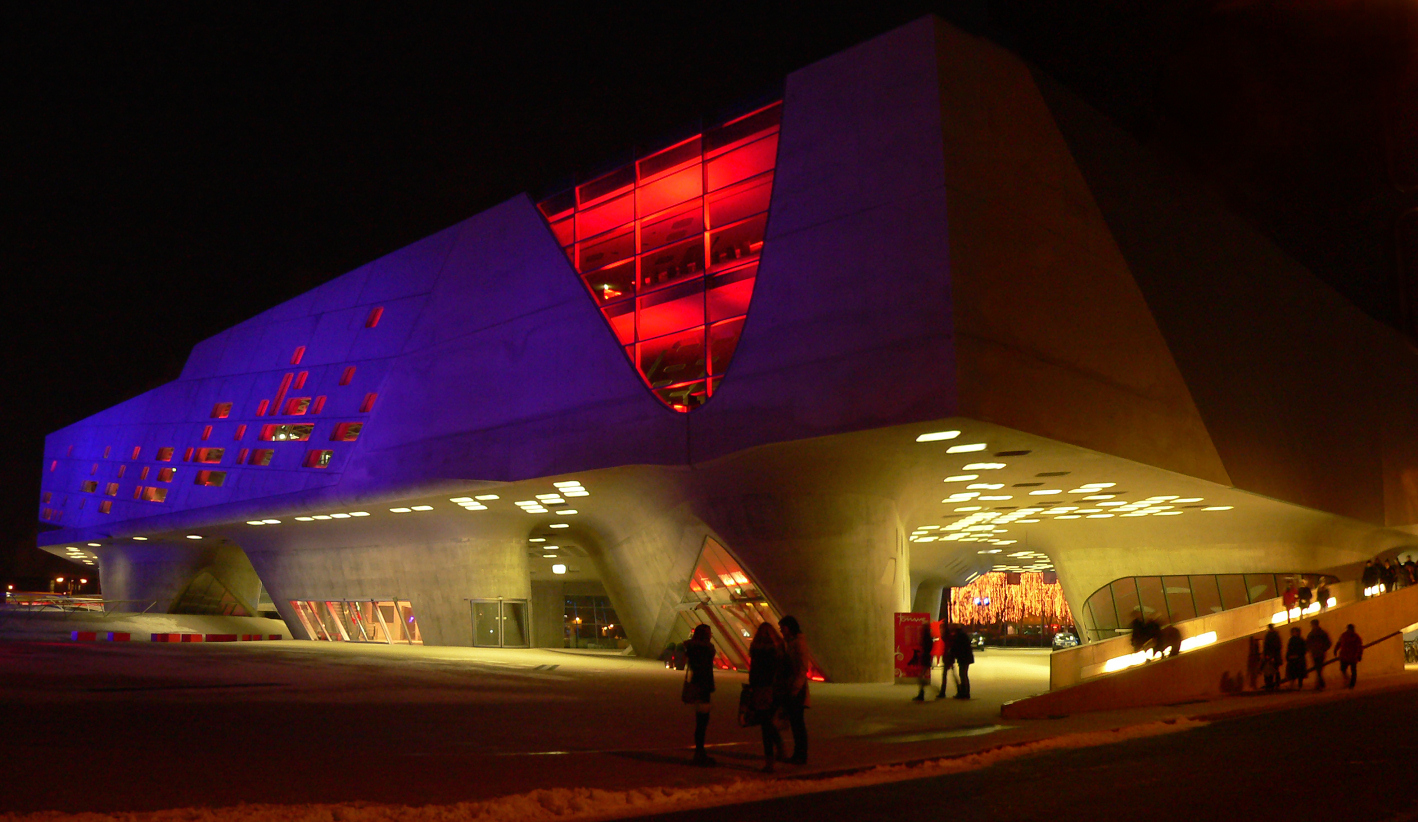
phæno ночью
Переход между phæno и музеем Autostadt
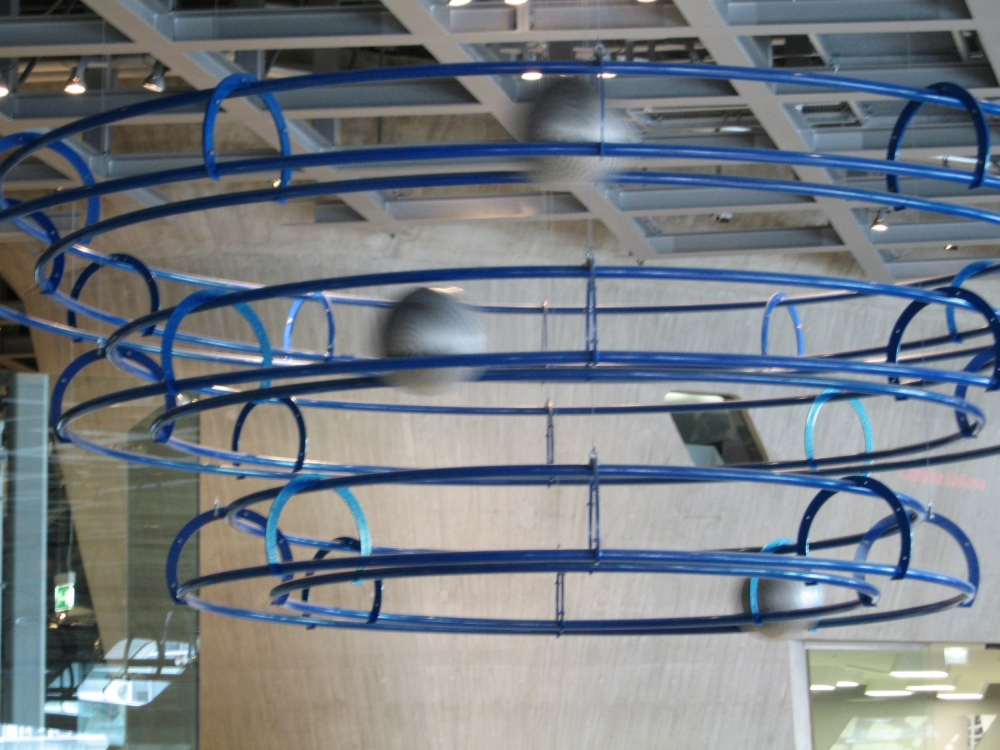
Инсталляция на входе в музей
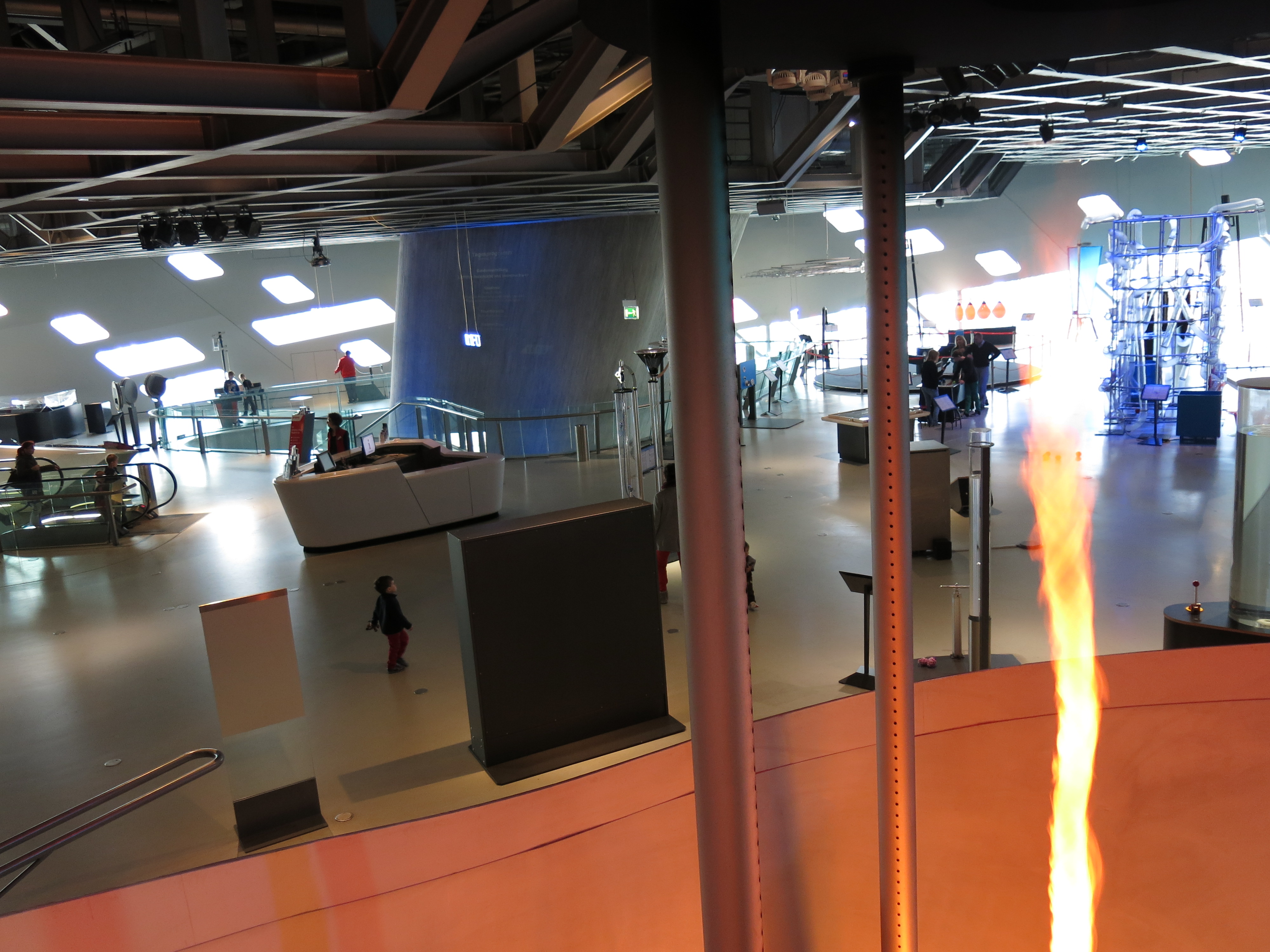
Выставочные площади